# 刘少卿 (少将)
刘少卿（1911年—2003年），中国人民解放军将领、中国人民解放军开国少将。
曾任中国人民解放军训练总监部陆军训练部副部长。1955年，授予中国人民解放军少将。